# Betonrot

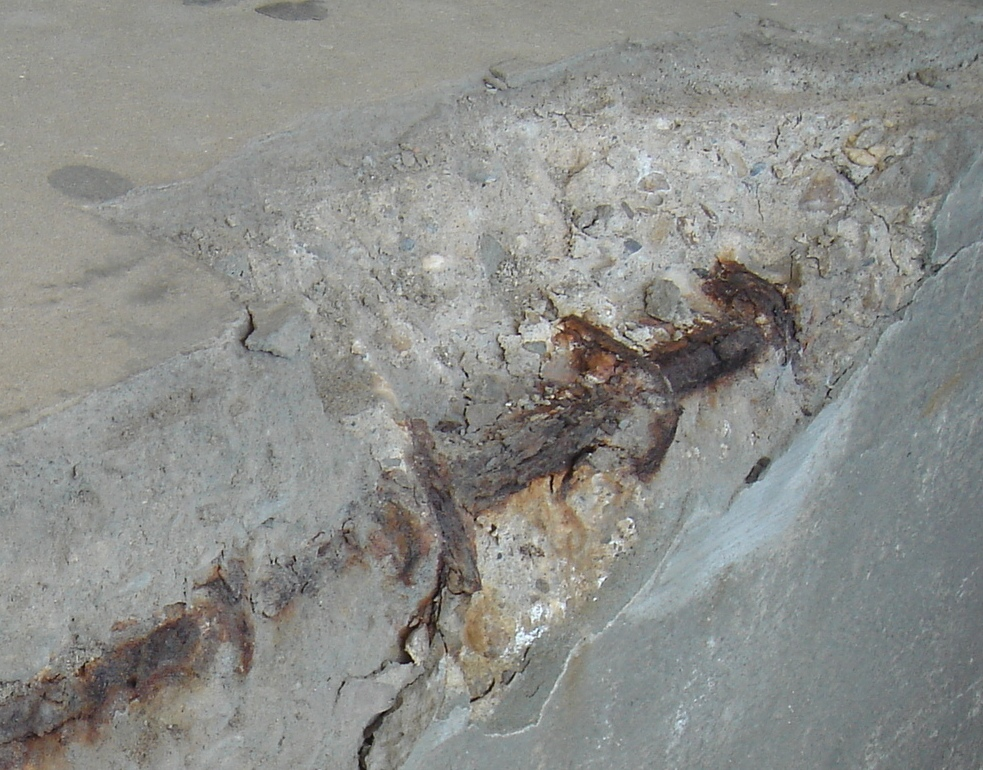
Roestende betonwapening (carbonatatie-geïnitieerd) heeft de hoek afgeduwd van deze zitplaats in de tribune van de Wellingtonrenbaan te Oostende

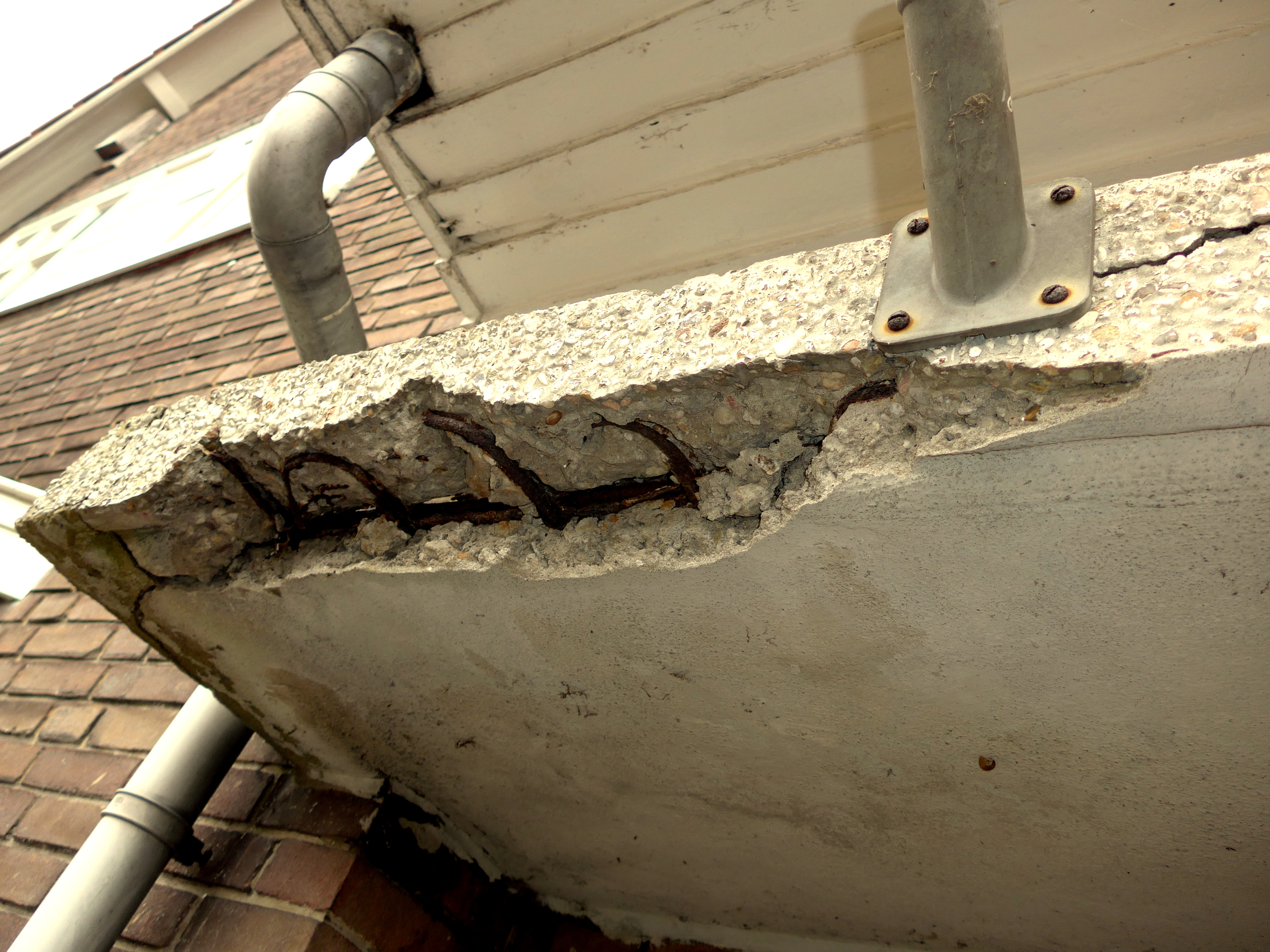
Betonrot (na 90 jaar)

Betonrot, soms ook betonkanker genoemd, is een term die veelal door leken gebruikt wordt om bepaalde schade aan gewapend beton aan te duiden. De term is verwarrend omdat in chemisch of biologisch opzicht geen sprake is van verrotting en het niet gaat om een proces dat in het materiaal beton plaatsvindt. Meestal bedoelt men schade die is ontstaan doordat de in het beton aanwezige wapening is gaan roesten door van buiten komende schade aan het beton of doordat de wapening te dicht onder de betonoppervlakte is aangebracht. Daardoor wordt aantasting van een stalen wapening door regen en pekel mogelijk. Roest is een expansieve reactie (roest zet uit) en doet aldus het beton barsten. Het proces is zeer nadelig voor hechting van de beton aan de wapening. Doordat wapening in beton vooral gebruikt wordt voor het opvangen van trekkrachten, is het roestproces nadelig voor de sterkte van het betonnen element en aldus voor de gehele constructie. Betonrot komt vaak voor in betonelementen die het einde van hun levensduur hebben bereikt, of wanneer het element niet goed ontworpen is of de wapening niet juist uitgevoerd werd, ook tijdens de levensduur. Wanneer de betonlaag die de wapening omhult te klein is spreekt men van een te kleine dekking.
Het roesten van betonwapening wordt veroorzaakt door indringing van kooldioxide (CO2) uit de lucht (carbonatatie) of door indringing van chloriden. Chloride-indringing komt meestal voor in zeeklimaat of op plaatsen waar zout gestrooid wordt, zoals bruggen. Betonrot komt ook voor in betonsoorten waar de voorgeschreven hoeveelheid verhardingsversneller calciumchloride (CaCl2) overschreden werd. Het chloride werd in dat geval bij het maken van het element toegevoegd als bindingsversneller, gebruikelijk in de woningbouw tussen 1965 en 1983. De Kwaaitaal- en Mantavloer zijn hiervan een praktijkvoorbeeld.
In beide gevallen wordt de beschermende ijzeroxide-laag rond de wapening verbroken. In de buitenlucht schilfert dit roestproduct normaal af, in basische omstandigheden zoals die in beton voorkomen blijft dit een continue laag die zo de wapening beschermt. In gecarbonateerd beton is de pH gedaald zodat de beschermlaag verdwijnt, aanwezigheid van chloriden zorgt ervoor dat de beschermlaag oplost als ijzerchloride FeCl3 en zo uit het beton verdwijnt.
Het betonrotproces kan vermeden worden door 
- het kiezen van een lage water-cementfactor,
- een voldoende dekking te garanderen (wapening diep genoeg plaatsen),
- het vermijden van de verhardingsversneller calciumchloride (nu in de bouw verboden).

Om betonrot te vermijden zijn er eisen gesteld aan deze factoren, zie milieuklasse beton.
Het opheffen van schade door betonrot kan op verschillende manieren gebeuren, mede afhankelijk van de ernst van de aantasting, zoals het aanbrengen van een coating om de waterdichtheid terug te brengen of aanbrengen van een hulpbekisting.